# Матица словачка у Бачком Петровцу
Матица словачка у Бачком Петровцу је зграда у Бачком Петровцу, у улици Маршала Тита.
Зграда има дуалну функцију, као централа Матице словачке у Србији (Matica slovenská v Srbsku), некада Матица словачка у Југославији (Matica slovenská v Juhoslávii), а уједно је користи и месни одбор у Бачком Петровцу. 

## Историја, оснивање и садашњост
Матица словачка је основана 18. маја. 1932. године услед жеље за очувањем националног идентитета југословенских словака. У време оснивања Матица она је бројила 360 редовних чланова. Први председник је био изабран др. Јан Булик. Матица је 1948. године добила сагласност од АПВ-а, за отварање етнографског музеја, који је отворен у 1949. 
Матица словачка у Србији је обновљена 1990. године, данас ради као активно средиште за очување словачког идентитета и друштвеног положаја Словака, а највише за очување културе, традиције, словачког језика, уметности и др. Према статуту, Матица је самостална, нестраначка и неконфесионална невладина непрофитна организација - јединствена институција Словака који живе у Републици Србији.